# Nesticella taiwan
Nesticella taiwan là một loài nhện trong họ Nesticidae.
Loài này thuộc chi Nesticella. Nesticella taiwan được miêu tả năm 2000 bởi Tso & Yoshida.